# Budniki (Ukraina)
Budniki (ukr. Бу́дники) – wieś na Ukrainie w rejonie kowelskim, w obwodzie wołyńskim. W II Rzeczypospolitej miejscowość wchodziła w skład gminy wiejskiej Huszcza w powiecie lubomelskim województwa wołyńskiego.
Do 2020 w rejonie lubomelskim.